# Galiforme
Galiformele (Galliformes) (din latină gallus „cocoș” + forma „formă”) sunt un ordin de păsări fitofage sau omnivore, tericole sau arboricole răspândite pe toate continentele și insulele, afară de arhipelagul polinezian și de ținuturile antarctice, care cuprinde 5 familii existente, 77 genuri și 281 de specii, cele mai multe sunt robuste, greoaie și slabe zburătoare, având aripi scurte, rotunjite și bombate, de talie variată, cu gheare la picioare (pentru scormonit), uneori cu creastă colorată în roșu și cu ciocul puternic; cele mai multe trăiesc în păduri, fiind vânate (fazanul, potârnichea, prepelița, ierunca), câteva specii fiind domesticite (găina, păunul, bibilica). Multe prezintă dimorfism sexual.

## Taxonomie
În conformitate cu clasificarea lui Clements, ordinul Galliformes este clasificat după cum urmează:
- Familia Megapodiidae
- Familia Cracidae – cocoși hoco
- Familia Numidinae – bibilici
- Familia Odontophoridae – prepeliță din Lumea Nouă
- Familia Phasianidae – fazani, potârnichi, păuni
  - Subfamilia Phasianinae – fazani, păuni
  - Subfamilia Rollulinae

## Caracteristici anatomice
În general sunt păsări greoaie, robuste și  slabe  zburătoare, de talie mare (cocoșul de munte), mijlocie (ierunca, găina), rareori mici (prepelița). Au aripi relativ scurte, rotunjite și bombate. Mușchii puternicii sunt ideali pentru fugă, dar sunt de regulă incapabili să susțină corpul lor greu în zbor pe distanțe lungi. Oasele sunt compacte, puțin pneumatice (cu puține goluri).
Capul este relativ mic, iar gâtul scurt sau de lungime potrivită. Ciocul este puternic, scurt, gros și dur, comprimat lateral. Mandibula superioară este boltită și recurbată mai mult sau mai puțin peste cea inferioară. Nările nu sunt separate printr-un sept osos. 
Picioarele sunt puternice, tetradactile, cele patru degete prevăzute cu gheare solide groase, lungi, ușor curbate sunt adaptate pentru a scurma pământul în căutarea hranei. La formele tericole, degetul posterior este mai mic, pe când la formele arboricole degetul posterior este bine dezvoltat. Masculul unor specii are pe tars un pinten.
Penele sunt dese și moi, plăcut și variat colorate, în special la mascul. Multe specii au pe cap și pe gât sau bărbie porțiuni golașe sau formațiuni tegumentare (negi, rozete, creastă, bărbie) colorate în roșu. Dimorfismul sexual la unele specii (potârniche, prepeliță) nu este evident; la altele (păun, cocoș de mesteacăn) în schimb este permanent și foarte pronunțat. 
Esofagul formează o gușă voluminoasă, iar rânza bine dezvoltată are musculatură puternică.

## Comportament
Galiformele sunt păsări terestre, mai rar arboricole. Sunt slabe  zburătoare
Glasul este caracteristic: al unora, de exemplu, al prepelițelor este plăcut, al celor mai multe însă este neplăcut.
Păsările ce trăiesc la sol, au un penaj de camuflaj pentru a nu fi detectate. Alte specii, (cocoșul polar), își schimbă culoarea în funcție de anotimp.

## Reproducerea
Majoritatea speciilor sunt poligame.
Cuibul este simplu, rudimentar, și-l fac pe pământ, de regulă reprezintă niște adâncituri în sol. 
Depun ouă multe, unicolore sau puțin pătate. Față de alte ordine de păsări au o prolificitate mare: multe galiformele depun ouă mari, unele depun până la 20 de ouă. Femela clocește singură ouăle.
Puii eclozează din ou acoperiți cu puf bogat, sunt nidifugi, în stare de a putea umbla și după câteva zile le cresc remigele și pot face zboruri mai scurte. Ei sunt capabili de la început să-și caute singuri hrana. Grija de pui revine femelei.
Megapodele diferă din acest punct de vedere — în loc să clocească ouăle, le depun prin grămezi de resturi vegetale și țărână, mușuroaie, vizuini sau adăposturi; ouăle se clocesc la căldura rezultată prin fermentarea gunoiului.

## Răspândirea geografică
Galiformele sunt cosmopolite, răspândite pe întreg pământul, în afară de arhipelagul polinezian și de regiunile antarctice. Cele mai numeroase specii sunt răspândite în Asia. 

## Habitatul
Cele mai multe trăiesc în păduri, dar sunt și specii care se întâlnesc în câmpii deschise și chiar în deșerturi, unde te miri cu ce trăiesc. 

## Răspândirea și prezența în România
Familia tetraonide (Tetraonidae). În România se întâlnesc 3 specii.
1. Cocoșul de munte (Tetrao urogallus) trăiește în regiunea de conifere a Carpaților, fiind o pasăre sedentară..
2. Cocoșul de mesteacăn (Lyrurus tetrix) îl găsim în nordul Carpaților Răsăriteni, în apropierea golului alpin.
3. Ierunca (Tetrastes bonasia) este răspândita îndeosebi în regiunea de păduri amestecate din Carpați, fiind cea mai frecventă dintre tetraonidele noastre.

Familia fazianide (Phasianidae). În România se întâlnesc 4 specii.
1. Potârnichea (Perdix perdix) se întâlnește mai ales în regiunile joase ale țării, în câmpie, și mai rar în golurile alpine.
2. Prepelița (Coturnix coturnix) singura specie migratoare dintre galinaceele din țara noastră, este specifică ținuturilor cultivate din câmpie sau de pe dealuri.
3. Potârnichea de stâncă (Alectoris graeca) se găsește la noi numai în zona Cazanelor, în locurile stâncoase de pe malul Dunării, fără terenuri împădurite.
4. Fazanul de vânătoare (Phasianus colchicus). În România a fost introdus de om constituind o pasăre mult apreciată de vânători. Este originar din regiunile sudice ale Caucazului.

## Hrana
Galiformele sunt păsări fitofage sau omnivore. Preferă hrana vegetală, dar nu o refuză nici pe cea animală: insecte, melci și viermi. Hrana, cu puține excepții, și-o caută pe sol, scormonind pământul cu ghearele.

## Semnificația pentru om
Prezintă o mare importanță economică și cinegetică deoarece multe specii (fazanul, potârnichea, prepelița, ierunca) sunt vânate și valorificate pentru carnea lor gustoasă. 
Din vremuri străvechi unele specii au fost domesticite (găina, păunul, bibilica), fiind obținute multe rase domestice.

## Legături externe
Materiale media legate de Galliformes la Wikimedia Commons
1. ↑  Clements, J. F. 2007. The Clements Checklist of Birds of the World, 6th Edition. Cornell University Press. Downloadable from Cornell Lab of Ornithology